# Conseil économique, social, environnemental et culturel de Corse
Le conseil économique, social, environnemental et culturel de Corse (CESEC) est l’institution consultative de la collectivité de Corse.
Composé de 63 membres, il se répartit trois sections.

## Organisation

### Président
| Période       | Période  | Identité     | Organisme représenté | Qualité |
| ------------- | -------- | ------------ | -------------------- | ------- |
| 1er mars 2018 | En cours | Paul Scaglia |                      |         |